# Watchtower (Band)
WatchTower ist eine Progressive-Metal-Band aus den USA, die als Pionier dieses Genres gilt. Im Gegensatz zu den beiden anderen Pionierbands Fates Warning und Queensrÿche hat sie jedoch nur zwei Alben aufgenommen und war daher in der Anfangszeit des Genres stilprägend.

## Geschichte
Die Band wurde 1982 von dem Gitarristen Billy White und dem Schlagzeuger Rick Colaluca mit Jason McMaster als Sänger und Doug Keyser als Bassist gegründet. Ihr erstes Album Energetic Disassembly von 1985 wird oft als das erste Progressive-Metal-Album überhaupt bezeichnet. Obwohl es später neu abgemischt wurde, attestierte die Band selbst dem Album rückblickend auch nach selbigem Remix einen sehr schlechten Sound, der zum Teil auf dem Low-Budget-Charakter beruhe.
Billy White verließ die Band im Jahr 1986, um sich anderen Projekten zu widmen. Er wurde durch Ron Jarzombek ersetzt. Der nächste Abgang folgte 1988, Jason McMaster verließ Watchtower zugunsten der Band Dangerous Toys, wo er bereits einige Zeit parallel involviert war, da er für sich dort eine größere Perspektive sah. Mit dem Nachfolger Mike Soliz waren Watchtower anschließend auf dem Doomsday-2-Sampler ihres Labels Noise Records, das später auch Watchtowers zweites Album veröffentlichen sollte, vertreten. Mike Soliz blieb nur kurz in der Band und wurde vor den Aufnahmen zum zweiten Album durch Alan Tecchio ersetzt, dem ehemaligen Sänger von Hades, die sich kurz zuvor aufgelöst hatten.
Das zweite Album Control and Resistance erschien schließlich 1989 und gilt als stilprägendes Werk des Genres. In den rhythmisch komplexen Passagen dieser Aufnahmen weist die Musik eine gewisse Verwandtschaft zur Musik von King Crimson auf. Außerdem konnte das Album im Gegensatz zum Vorgänger mit einer professionellen Produktion aufwarten. Trotz des Medienechos verließ Alan Tecchio die Band 1990 aufgrund seiner Frustration, dass keine Buchungsagentur Watchtower in den USA für eine Tour verpflichten wollte. 1994 lösten sich Watchtower auf.
Im Jahr 2000 gab es eine Wiedervereinigung der Band in der Besetzung von Control and Resistance, mit der Ausnahme des Wiedereinstiegs von Jason McMaster. Im Zuge dieser Wiedervereinigung wurde 2002 die Platte Demonstrations in Chaos aufgenommen, welche nur zwei neue Songs enthält. Einige Songs werden jedoch erstmals von Jason McMaster gesungen. Ein angekündigtes Album mit dem Titel Mathematics sowie gelegentliche Live-Auftritte (2004 in San Antonio (Texas) und Amstelveen (Niederlande)) ließen Fans auf ein Fortbestehen der Band hoffen. Im Jahr 2010 spielte die Band einen umjubelten Auftritt beim Keep-It-True-Festival in Lauda-Königshofen mit Alan Tecchio als Sänger. Nach dem Konzert trennte die Band sich von ihm.
Ron Jarzombek hat bereits seit geraumer Zeit ein anderes instrumentales Projekt unter dem Namen Spastic Ink, das in Eigenregie zwei Alben veröffentlichte. Alan Tecchio gründete mit dem früheren Hades-Mitglied Dan Lorenzo Non-Fiction, beide reformierten anschließend Hades und nahmen unter diesem Namen wieder Alben auf. Sie traten 2010 beim Bang-Your-Head-Festival in Balingen auf.
Am 9. April 2010 veröffentlichte Watchtower die Single The size of matter von ihrem geplanten Album Mathematics als digitale Version. Dies war die erste Veröffentlichung von neuem Material seit 1989. Darauf folgte am 21. Oktober 2015 M-Theory Overture, Arguments Against Design and Technology Inaction, als Teil der kommenden EP Concepts of Math: Book One.

## Diskografie
- 1985: Energetic Disassembly
- 1989: Control and Resistance
- 2002: Demonstrations in Chaos
- 2016: Concepts of Math: Book One